# Annika Sandén
Annika Helena Sandén, tidigare Gustafsson, född 27 november 1969 i Angereds församling i Göteborgs och Bohus län, är en svensk historiker och författare, docent i historia vid Stockholms universitet.

## Biografi
Sandén disputerade 2005 vid Linköpings universitet på avhandlingen Stadsgemenskapens resurser och villkor. Samhällssyn och välfärdsstrategier i Linköping 1600-1620. Avhandlingen belönades med Vasamuseets vänners pris (2007).
Sandén utkom 2020 med boken Fröjdelekar. Glädje, lust och nöjen under svensk stormaktstid. Boken är den sista delen i en trilogi om levnadsförhållanden hos allmogen i Sverige under 1600-talet. Den första delen är Missdådare: brott och människoöden i Sverige omkring 1600 som utkom 2014. År 2016 kom boken Bödlar. Liv, död och skam i svenskt 1600-tal. Boken nominerades till Stora Fackbokspriset av Axel och Margaret Ax:son Johnsons stiftelse.
Hon har tillsammans med Erik Petersson utkommit med boken Mot undergången.  Ärkebiskop Angermannus i apokalypsens tid och var tillsammans med Sofia Holmlund redaktör för Usla, elända och arma. Samhällets utsatta under 700 år, som utsågs till Årets bok om svensk historia 2013. Hennes forskning fokuserar på folkkultur och vardagsliv i 1500- och 1600-talets Sverige.
År 2019 tilldelades hon Stora historiepriset. År 2022 tilldelades hon Axel Hirschs pris av Svenska Akademien.

## Priser och utmärkelser
- Stora historiepriset,  2019
- Axel Hirschs pris,  2022

[Redigera Wikidata]